# Caillavet
Caillavet (gaskognisch Calhavèth) ist eine französische Gemeinde mit 166 Einwohnern (Stand: 1. Januar 2022) im Département Gers in der Region Okzitanien. Sie gehört zum Arrondissement Auch und zum Kanton Fezensac. Caillavet ist zudem Mitglied des 2003 gegründeten Gemeindeverbands Artagnan de Fezensac. Die Einwohner werden Caivalletois(es) genannt.

## Lage
Caivallet liegt westlich der Osse etwa 22 Kilometer westnordwestlich der Kleinstadt Auch. Umgeben wird Caivallet von den Nachbargemeinden Vic-Fezensac im Norden und Nordwesten, Saint-Jean-Poutge im Nordosten, Biran im Osten, Riguepeu und Bazian im Süden, Tudelle im Südwesten sowie Roquebrune im Westen.

## Bevölkerungsentwicklung
| Jahr                                                | 1962 | 1968 | 1975 | 1982 | 1990 | 1999 | 2006 | 2011 | 2016 |
| Einwohner                                           | 224  | 194  | 159  | 188  | 179  | 164  | 192  | 188  | 214  |
| Quellen: Cassini und INSEE; heutiges Gemeindegebiet |      |      |      |      |      |      |      |      |      |

## Sehenswürdigkeiten
- Kirche Saint-Michel
- Kirche Saint-Pierre de Tabaux
- Kirche Saint-Orens de Laas
- Château de Laas
- Mühle von Laas

Quelle: